# Kumbhrāj
Kumbhrāj är en ort i Indien.   Den ligger i distriktet Guna och delstaten Madhya Pradesh, i den centrala delen av landet, 500 km söder om huvudstaden New Delhi. Kumbhrāj ligger 414 meter över havet och antalet invånare är 16 391.
Terrängen runt Kumbhrāj är platt. Runt Kumbhrāj är det ganska tätbefolkat, med 120 invånare per kvadratkilometer. Närmaste större samhälle är Rāghogarh, 17,0 km nordost om Kumbhrāj. Trakten runt Kumbhrāj består till största delen av jordbruksmark.